# Zerovella taiwanica
Zerovella taiwanica is een vliesvleugelig insect uit de familie van de Eurytomidae. De wetenschappelijke naam werd voor het eerst geldig gepubliceerd in 1994 door Narendran & Sheela.